# ارمین بیچاکچیچ
 ارمین بیچاکچیچ (انگلیسی: Ermin Bičakčić؛ زاده ۲۴ ژانویهٔ ۱۹۹۰) یک بازیکن فوتبال اهل بوسنی و هرزگوین است.
وی سابقه حضور در باشگاه فوتبال اشتوتگارت را در کارنامه دارد.